# Летачи великог неба
„Летачи великог неба” је југословенски филм први пут приказан 22. јуна 1977. године. Режирао га је Маријан Арханић а сценарио је написао Милан Гргић.

## Радња
У мало село долази њемачки окупатор. Малом Анти његово јато голубова представља све на свету, па је обузет ужасом кад немачки војник из чистог хира почне убијати његове голубове. Додатни проблем представљају гладни сељани, којима птице представљају пожељан залогај. Долазак рањеног партизана ставља Анту на испит.

## Улоге
| Глумац            | Улога                         |
| ----------------- | ----------------------------- |
| Борис Дворник     | Томо                          |
| Јасна Ивић        | девојчица Марија              |
| Звонко Лепетић    | Бачвар                        |
| Рамиз Пашић       | дечак Анте                    |
| Милан Штрљић      | Вито                          |
| Звонимир Торјанац | Петар                         |
| Ивица Пајер       | Шимун                         |
| Раниеро Брумини   | Глиста                        |
| Антун Врбенски    | Учитељ                        |
| Карло Булић       | Паве, деда који сједи на тргу |
| Тана Маскарели    | Бака која неда козу           |
| Злата Николић     | Маријина бака                 |

Остале улоге  ▼
| Глумац            | Улога                               |
| ----------------- | ----------------------------------- |
| Дуња Илаковац     | Маријина мајка                      |
| Андрија Туњић     | Љубиша                              |
| Анђелко Штимац    | Свећеник                            |
| Драгутин Врбенски | Јакоб, деда који сједи на тргу      |
| Лојзе Стандекер   | Деда који сједи на тргу             |
| Василије Десардо  | Талијански војник                   |
| Ђулио Марини      | Талијански војник који чита проглас |
| Саша Ранковић     |                                     |

## Награде
Фулм "Летачи великог неба" награђен је главном наградом на фестивалу омладинског филма у Паризу.